# Dorian Gray (actriță)
Dorian Gray pseudonimul lui Maria Luisa Mangini (n. 2 februarie 1928, Bozen, Regatul Italiei – d. 16 februarie 2011, Torcegno, Trentino-Tirolul de Sud, Italia) a fost o actriță italiană. Printre cele mai cunoscute filme ale sale se numără Nopțile Cabiriei (1957), Strigătul (1957) și Neveste periculoase (1958). 

## Biografie
Fiica lui Attilio Mangini și al Florei Divina, Grey a avut inițial succes în rolul „inocentei blonde” pe scena teatrului, în reviste și foarte repede și în film. A început ca balerină, Aurel Millos ocupându-se de pregătirea ei la Scala din Milano. A debutat în piesa Votate per Venere (1950) cu Erminio Macario și Gino Bramieri. Dar un succes mai mare l-a avut pe scenă în piese precum Gran baraonda sau Made in Italy (1953). La mijlocul anilor 1950 a fost distribuită ca femeie fatală și evidențiată de criticii contemporani pentru Passio doppio cu Ugo Tognazzi și Raimondo Vianello. Acum și ofertele de filme au devenit mai interesante, a jucat în comedii, precum sub Federico Fellini și Michelangelo Antonioni. Până în 1963 a jucat în mai multe filme după care, s-a retras definitiv în viața privată în 1967.
Gray a decedat în 2011 prin suicid.

## Filmografie selectivă

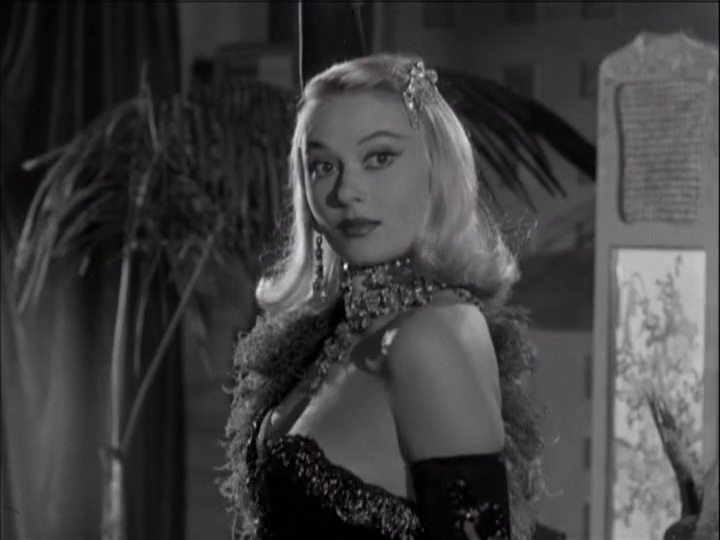
Dorian Gray în filmul Io piaccio (1955)

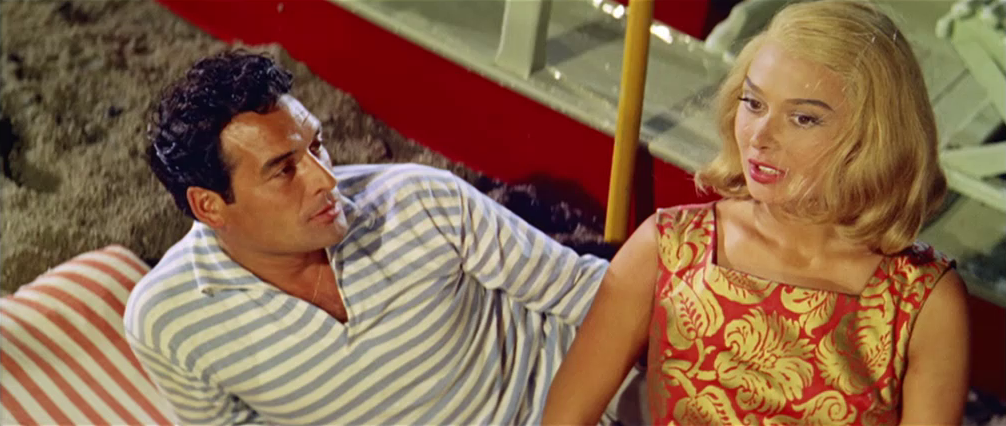
Scenă din filmul Racconti d'estate cu Jorge Mistral (1958)

- 1951 Accidenti alle tasse!!, regia Mario Mattoli
- 1951 Il mago per forza, regia Marino Girolami, Marcello Marchesi și Vittorio Metz
- 1951 Anema e core, regia Mario Mattoli
- 1952 Vendetta... sarda, regia Mario Mattoli
- 1952 La regina di Saba, regia Pietro Francisci
- 1955 Io piaccio, regia di Giorgio Bianchi
- 1956 Totò, Peppino e i fuorilegge, regia Camillo Mastrocinque
- 1957 Nopțile Cabiriei (Le notti di Cabiria), regia Federico Fellini
- 1957 Strigătul (Il grido), regia Michelangelo Antonioni
- 1958 Domenica è sempre domenica, regia Camillo Mastrocinque
- 1958 Neveste periculoase (Mogli pericolose), regia Luigi Comencini
- 1958 Racconti d'estate, regia Gianni Franciolini
- 1959 Vacanze d'inverno, regia Camillo Mastrocinque
- 1959 Surprizele dragostei (Le sorprese dell'amore), regia Luigi Comencini
- 1960 Il mattatore, regia Dino Risi
- 1960 Rregina Amazoanelor (La regina delle Amazzoni), regia Vittorio Sala
- 1960 Il carro armato dell'8 settembre, regia Gianni Puccini
- 1960 Crimen, regia Mario Camerini
- 1961 Gli attendenti, regia Giorgio Bianchi
- 1962 Marcia o crepa, regia Frank Wisbar
- 1963 Avventura al motel, regia Renato Polselli
- 1965 Thrilling, regia Gian Luigi Polidoro
- 1967 I criminali della metropoli, regia Gino Mangini